# Pseudopostega crassifurcata
Pseudopostega crassifurcata là một loài bướm đêm thuộc họ Opostegidae. Nó được miêu tả bởi Donald R. Davis và Jonas R. Stonis, 2007. Nó được tìm thấy ở Sierra Maestra of tây nam Cuba.
Chiều dài cánh trước khoảng 2.5 mm. Con trưởng thành bay vào tháng 7.